# 39 Conduit Road
La 39 Conduit Road est un gratte-ciel résidentiel de 191 mètres de hauteur situé à Hong Kong en Chine, construit en 2009 .
L'immeuble a été conçu par l'agence de Hong Kong, DLN Architects.